# Église Notre-Dame-de-l'Assomption d'Ascain
L'église Notre-Dame-de-l'Assomption est située à Ascain, dans les Pyrénées-Atlantiques. Elle est dédiée à l'Assomption de la Vierge Marie et dépend du diocèse de Bayonne.

## Description

### Construction
Construite au XIVe siècle puis détruite au XVIIe siècle, l'église fut reconstruite en 1626, sous une forme élargie et rehaussée.  Restaurée en 1966, elle est inscrite aux monuments historiques depuis le premier février 1988. La pierre ayant servi à sa construction est un grès blanc extrait de La Rhune, montagne qui domine Ascain.

### Clocher-porche
Le massif clocher-porche, de plan carré, culmine à 22 m. Chacun de ses angles est renforcé par de hauts pilastres formant contreforts. Au rez-de-chaussée, le porche possède trois arcs en plein-cintre, sur les côtés ouest, sud et nord. L'entrée se fait dans le côté est par un portail rectangulaire encadré de deux pilastres et surmonté d'un cartouche peint. 
Un étage servait aux assemblées municipales, ou « biltzar », de l'Ancien régime, les autres étages abritent le mécanisme de l'horloge et les cloches. La plus grosse des quatre cloches, qui date de 1904, mesure 1,20 m et pèse 1 300 kg. 
Au nord se trouve un escalier extérieur latéral qui dessert le premier étage des galeries intérieures.

### Nef
La nef mesure 40 m de long par 11,4 m de large et s'élève à 11 m. Il n'y a pas de transept mais la travée qui en tient lieu est voûtée de liernes et de tiercerons. Le reste de la nef comporte un simple plafond lambrissé. Le chevet est plat. 
Datant du XVIe siècle, des tribunes latérales en bois, disposées sur trois niveaux, étaient reservées jadis aux fidèles masculins. 

### Chœur
Le chœur est surélevé et la sacristie se trouve en-dessous. 
Le retable, de style baroque, est remarquable. On y trouve une statue de la Vierge en son Assomption, entourée de saint Joseph et saint Jean l'Évangéliste et surmontée d'une colombe. De part et d'autre du tabernacle, se trouvent les statues de saint Pierre et saint Paul.
Les retables latéraux contiennent les statues du Sacré-Cœur et une Vierge à l'Enfant. L'étroite porte dite des « cagots » se trouve sur le côté gauche, comme la chaire.

### Orgue
L'orgue, construit par la maison paloise Pesce en 1987, dispose de 20 jeux et deux claviers.

### Ex-voto
On y trouve également un ex-voto long de 1,10 m, en forme de trois-mâts nommé Assomption. Il rappelle le passé portuaire et maritime du village, jadis réputé pour ses chantiers navals,.

## Voir aussi

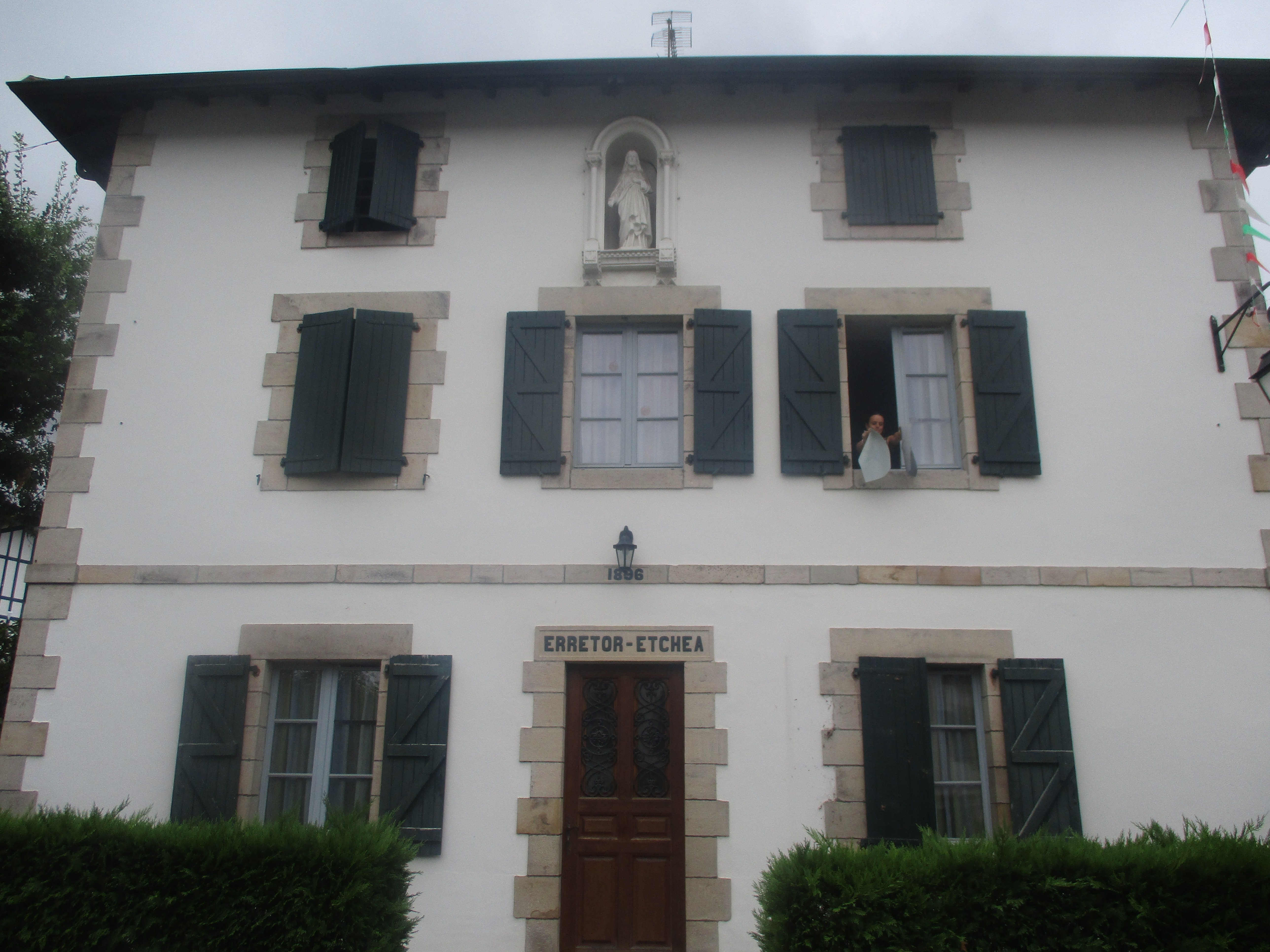
Ancien presbytère d'Ascain, en face de l'église.

## Galerie d'images

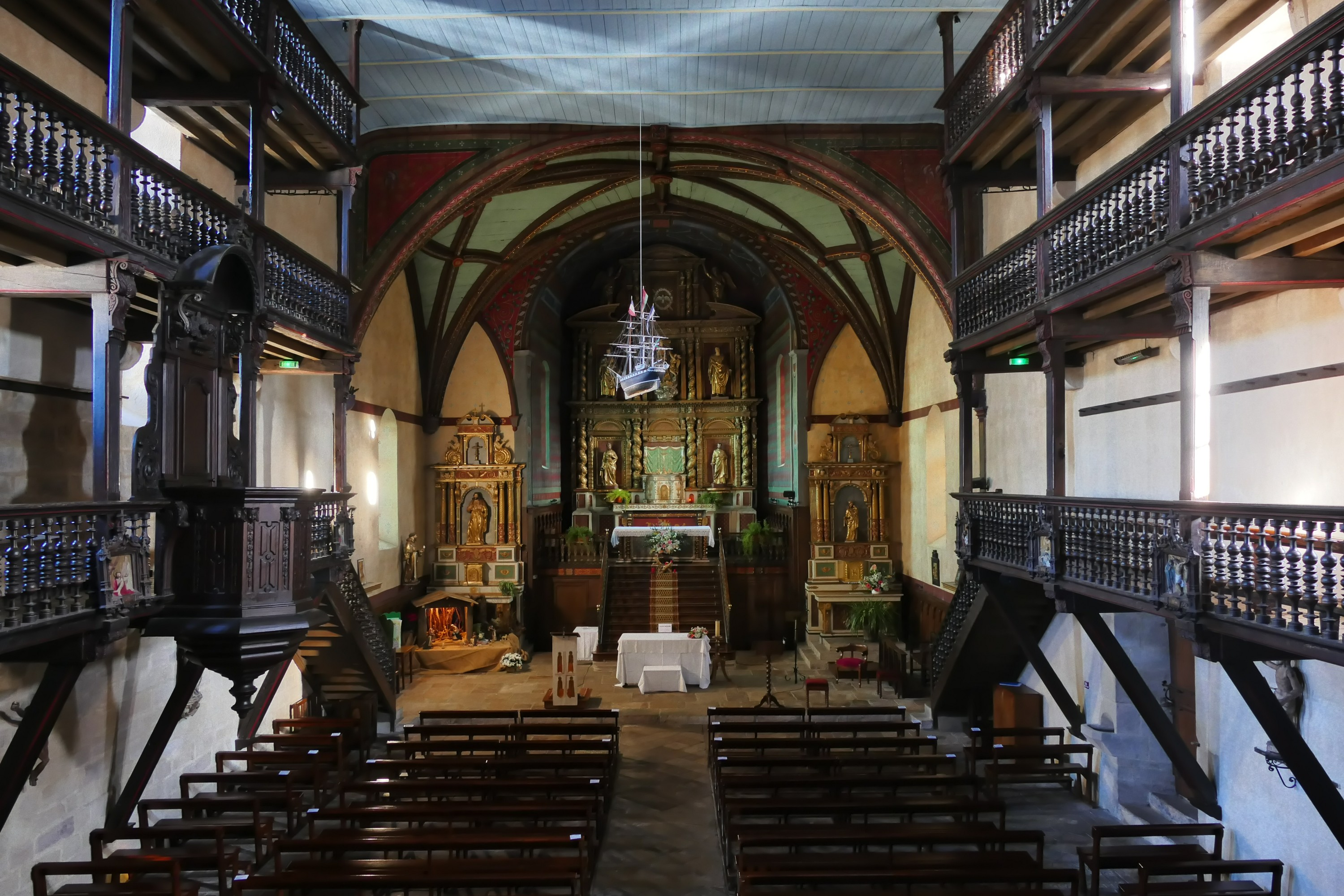
La nef.
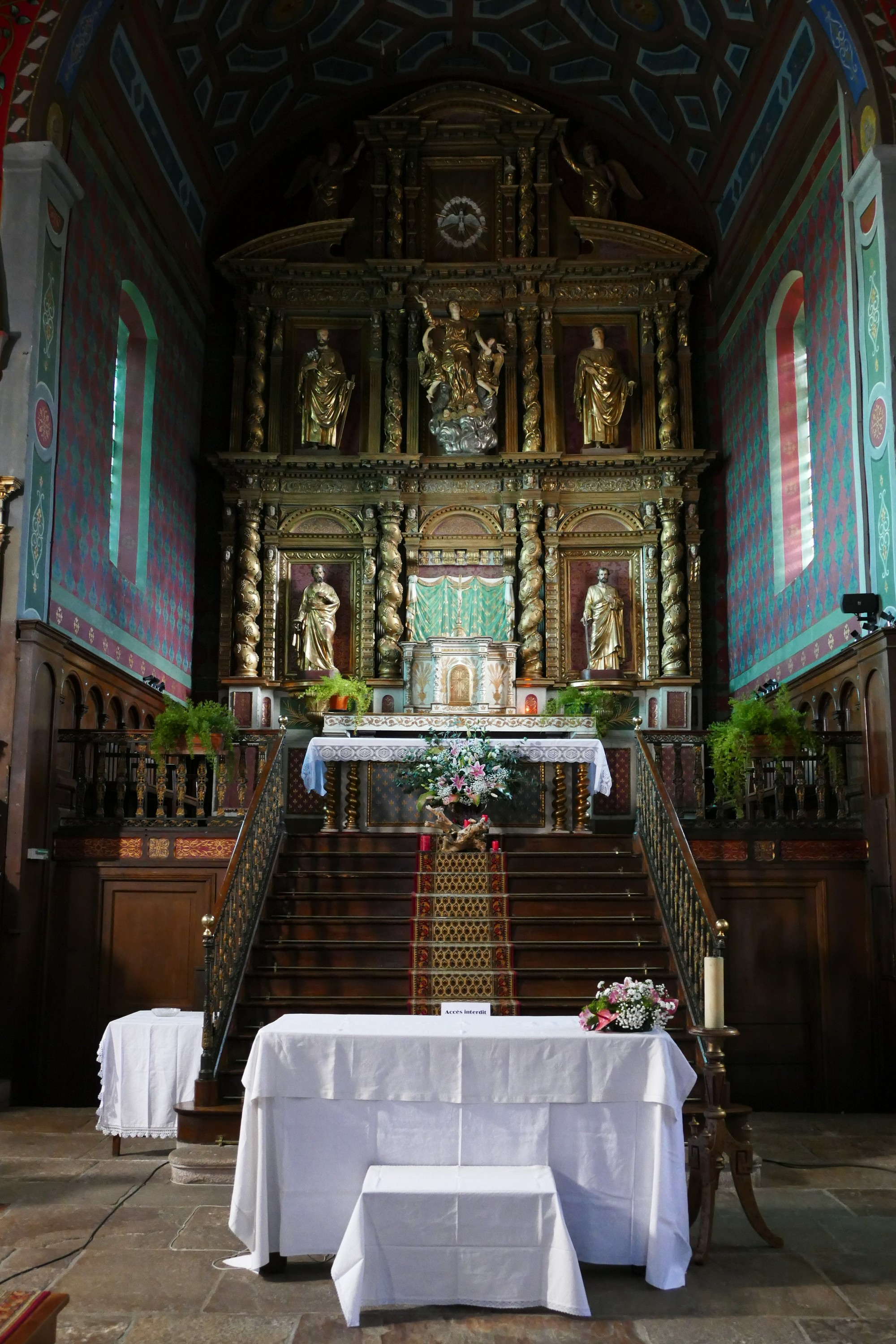
Le chœur.
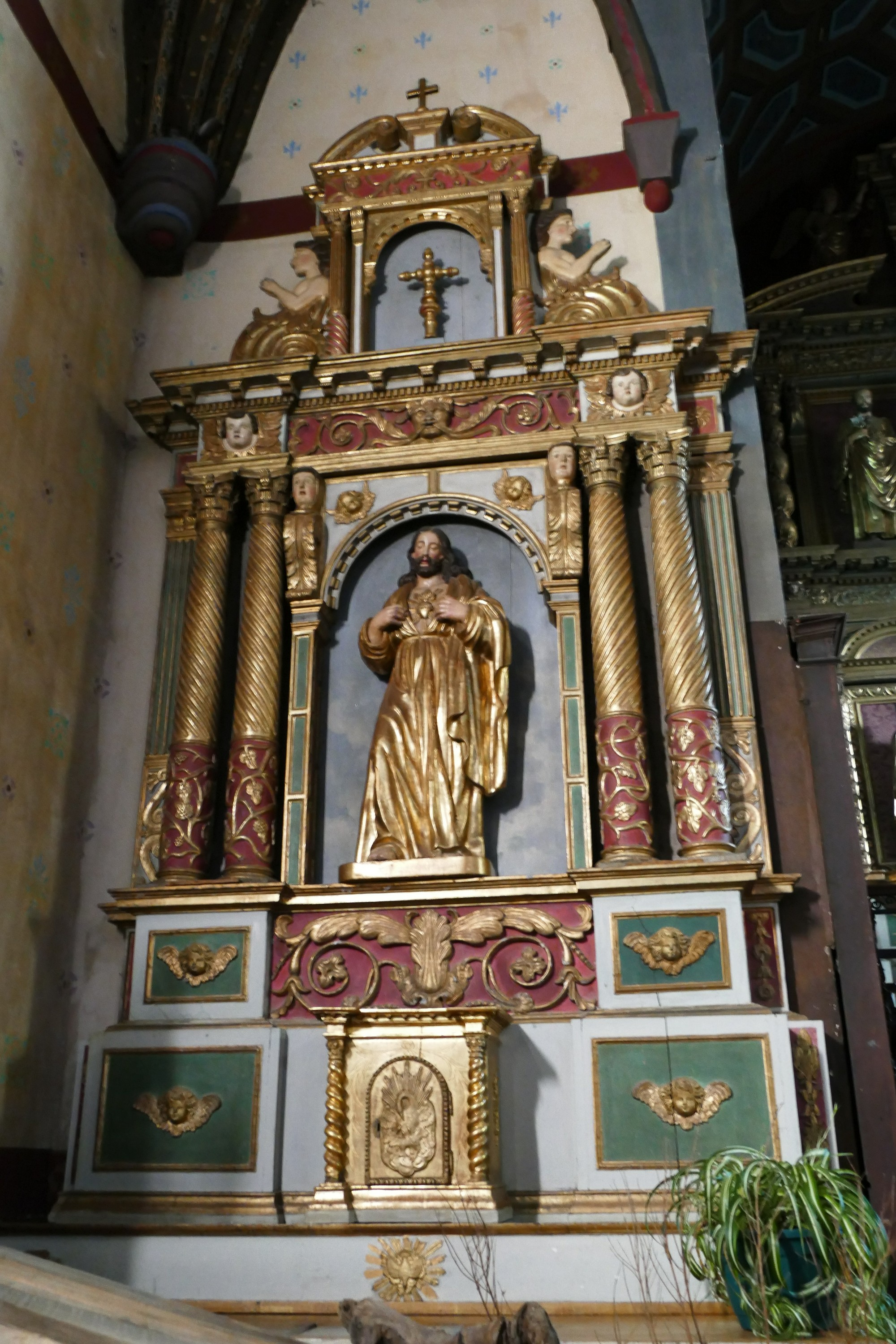
Autel latéral.
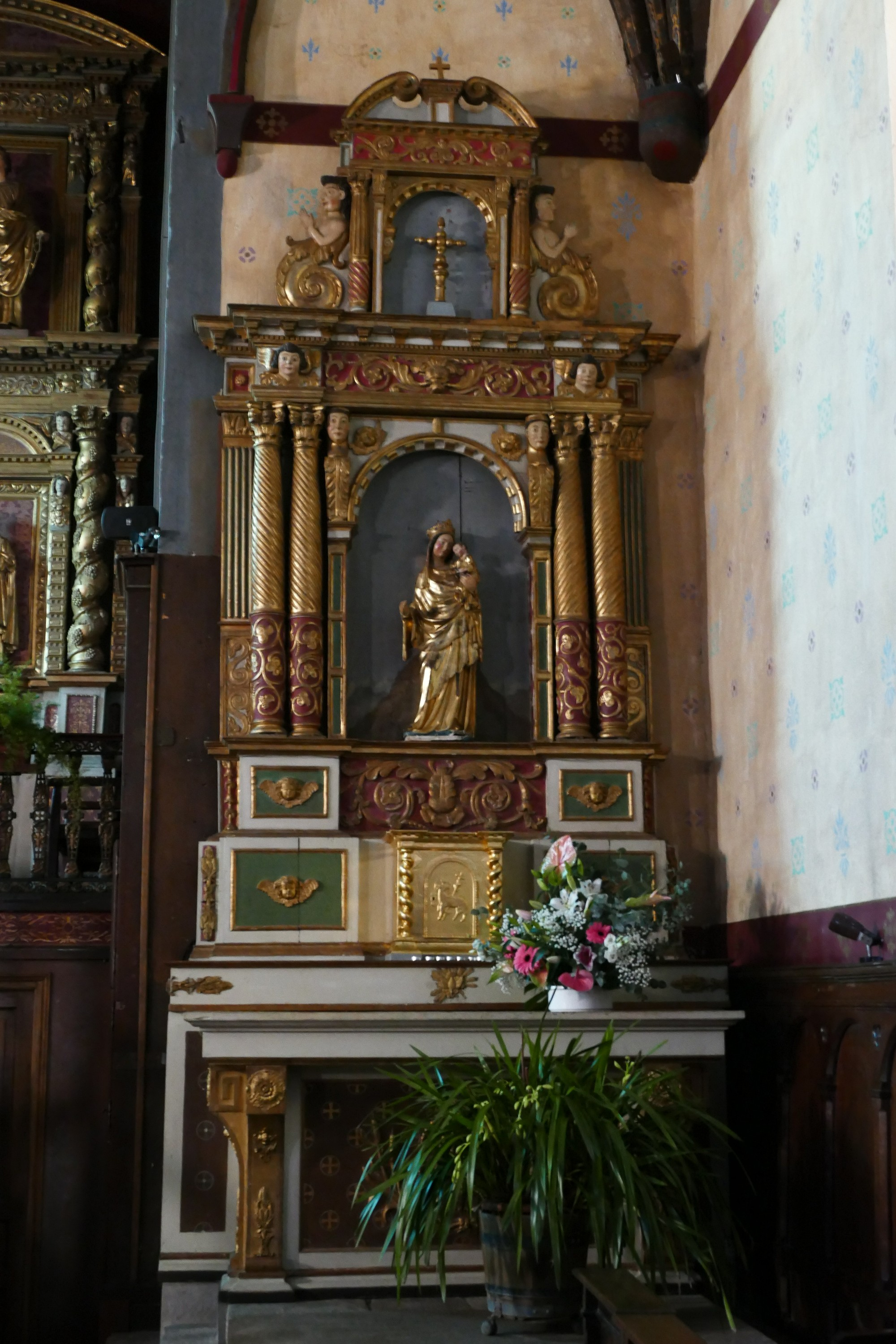
Autel latéral.
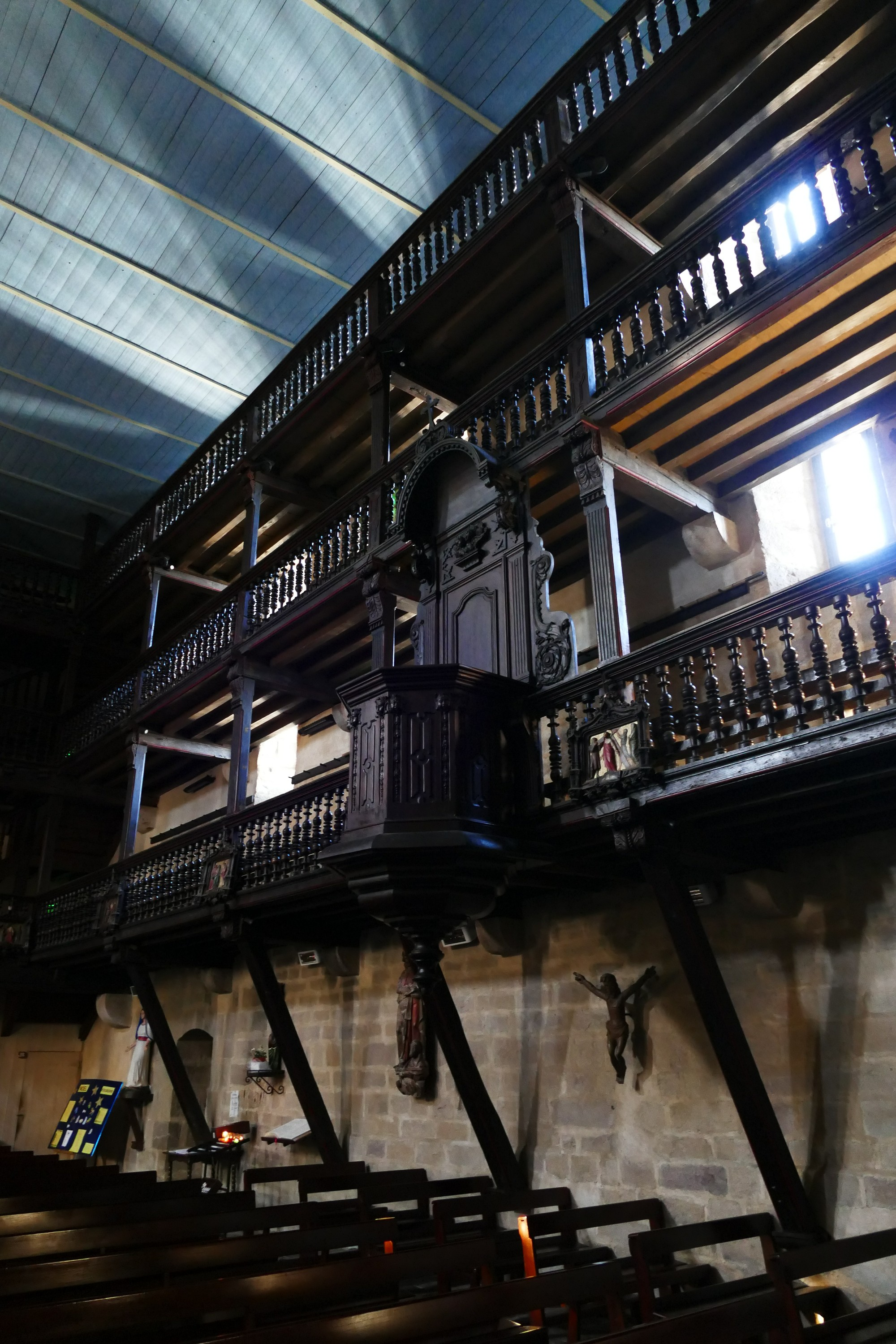
La tribune et la chaire.
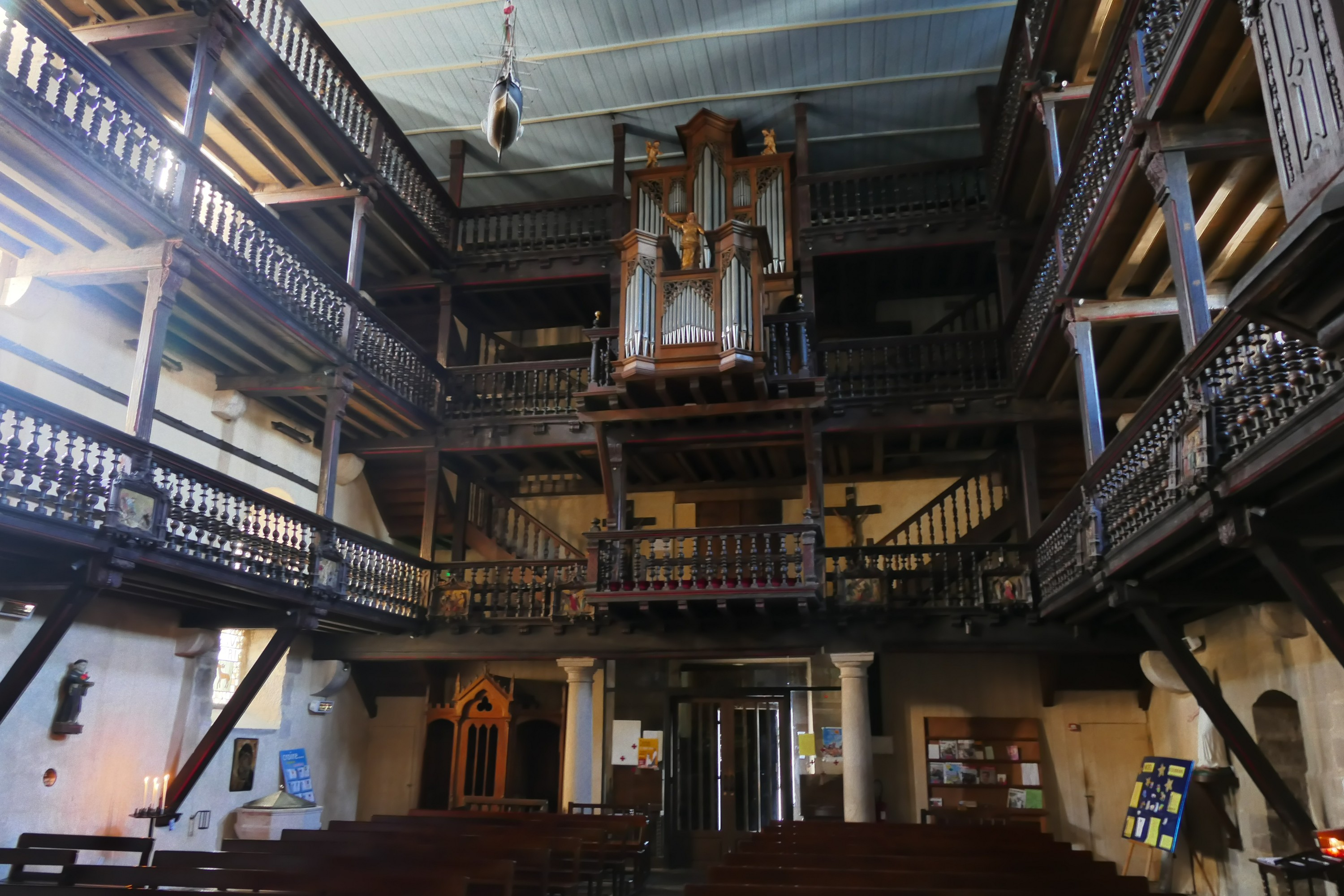
L'entrée et l'orgue.
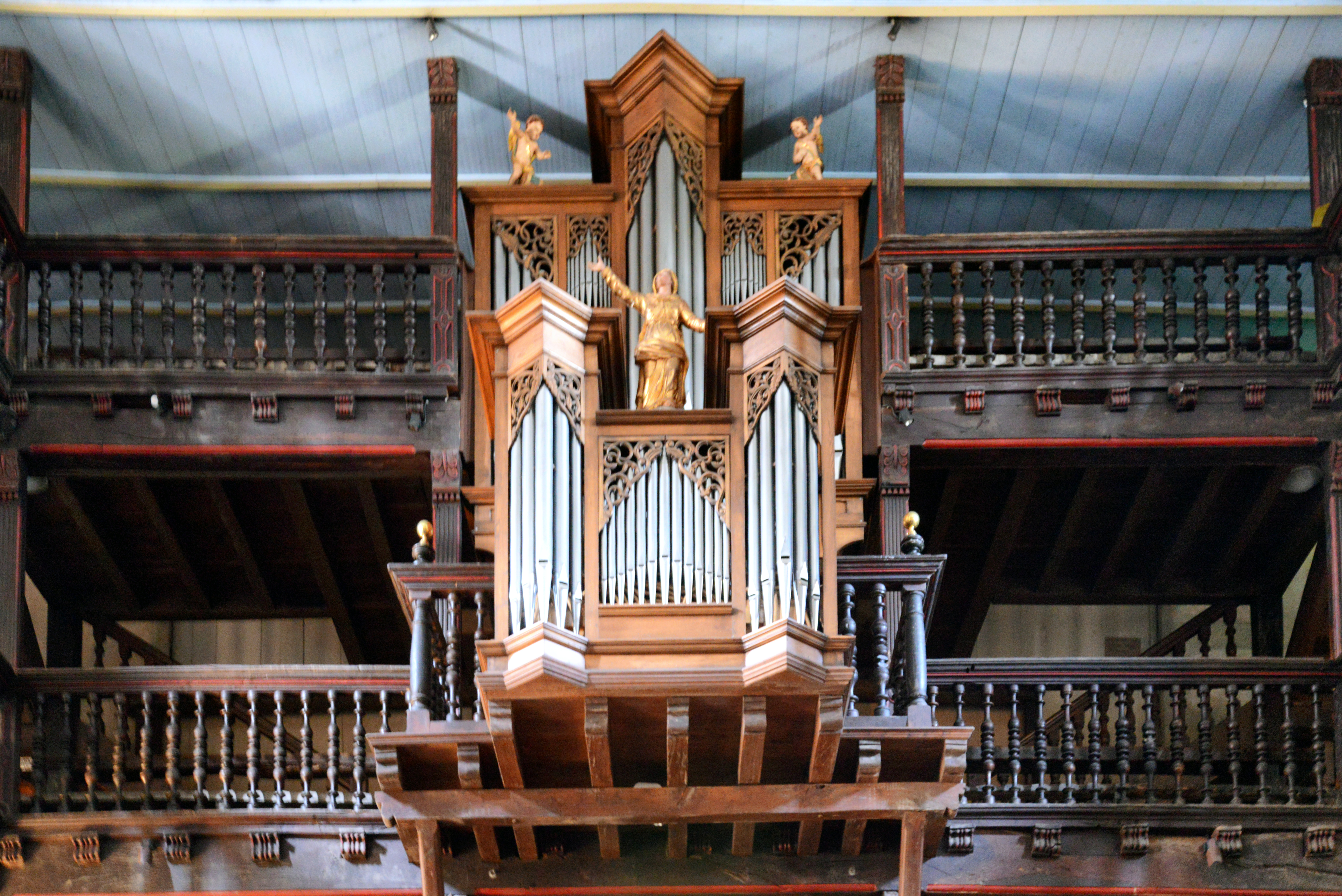
L'orgue.
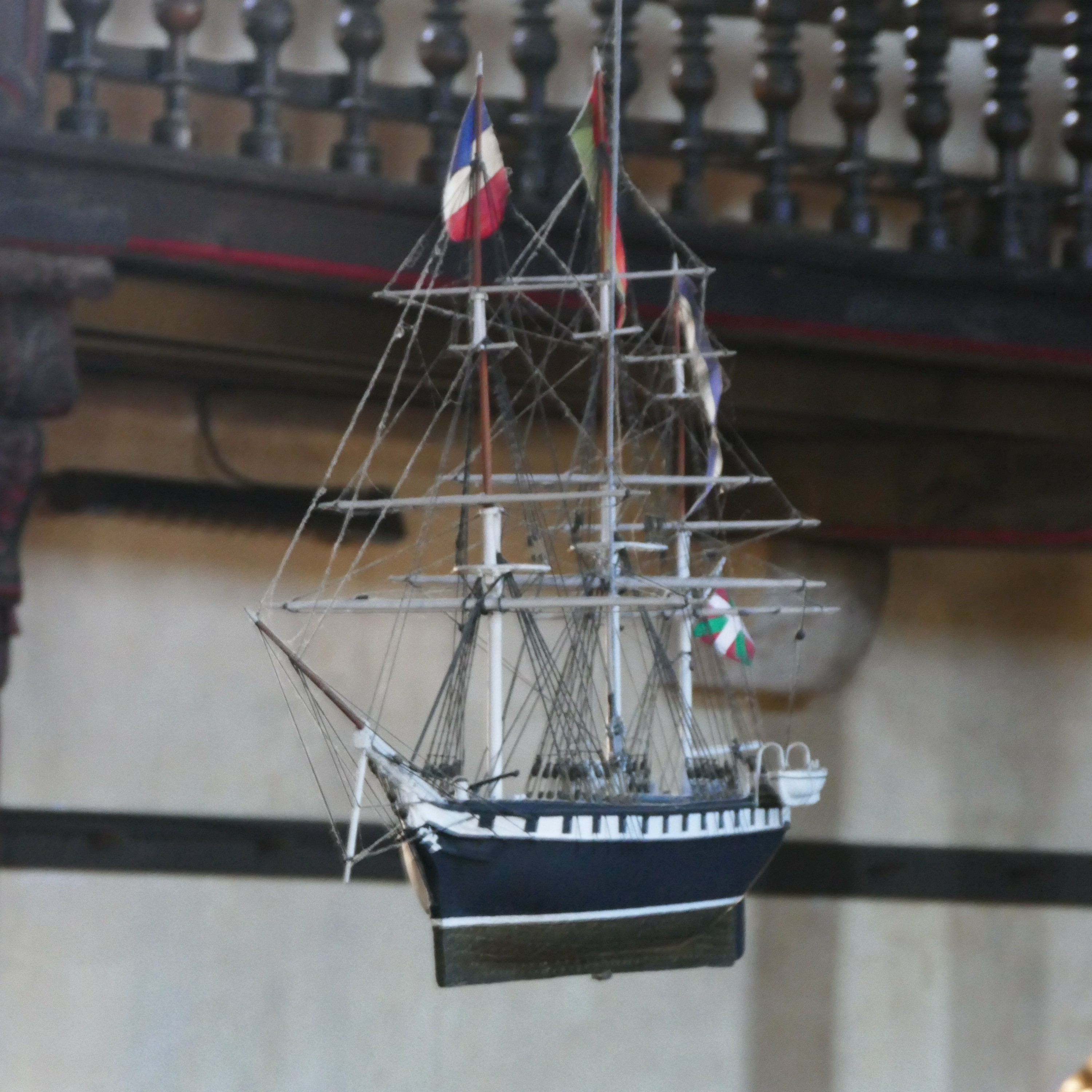
Ex-voto.
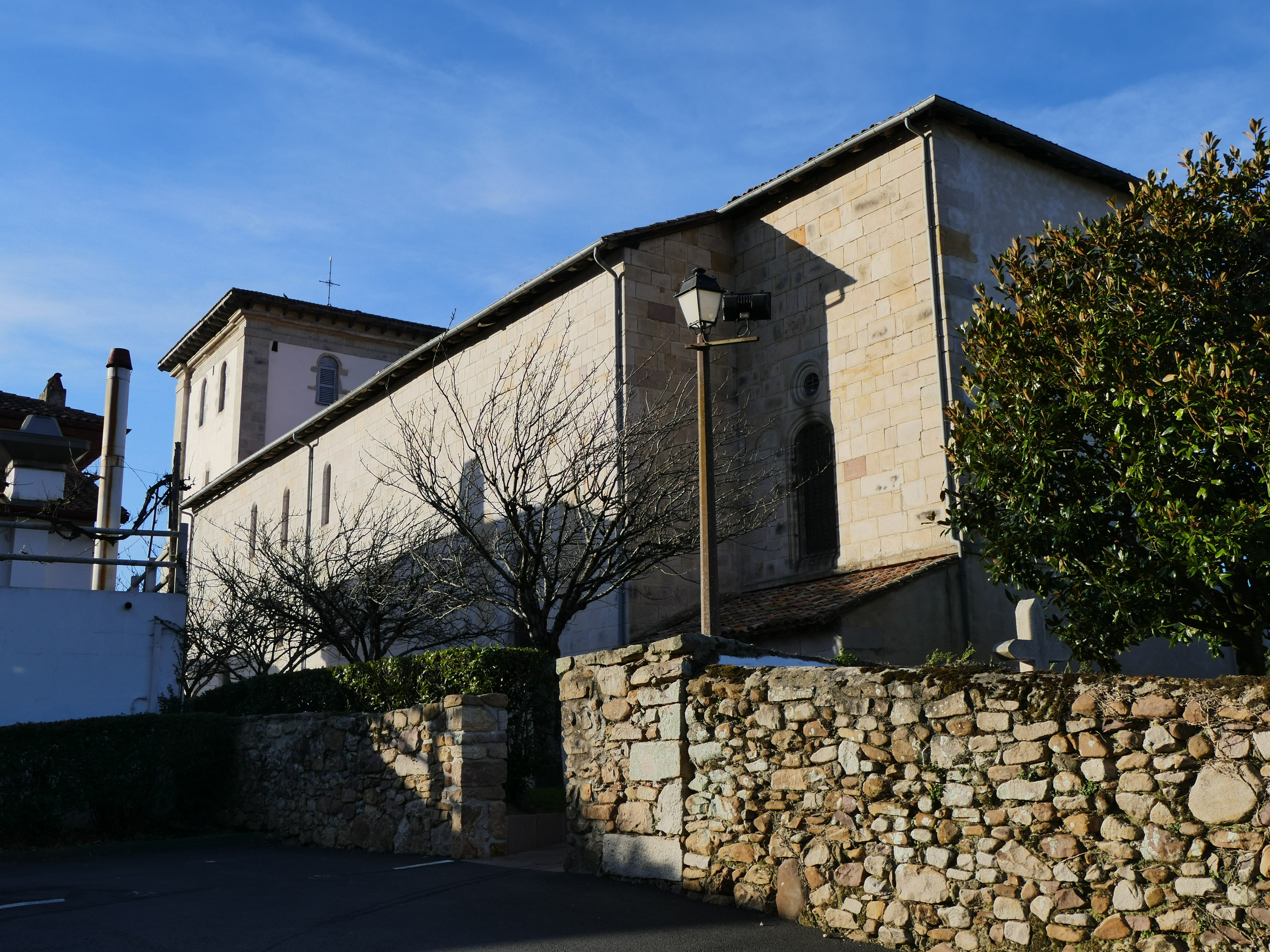
L'abside.
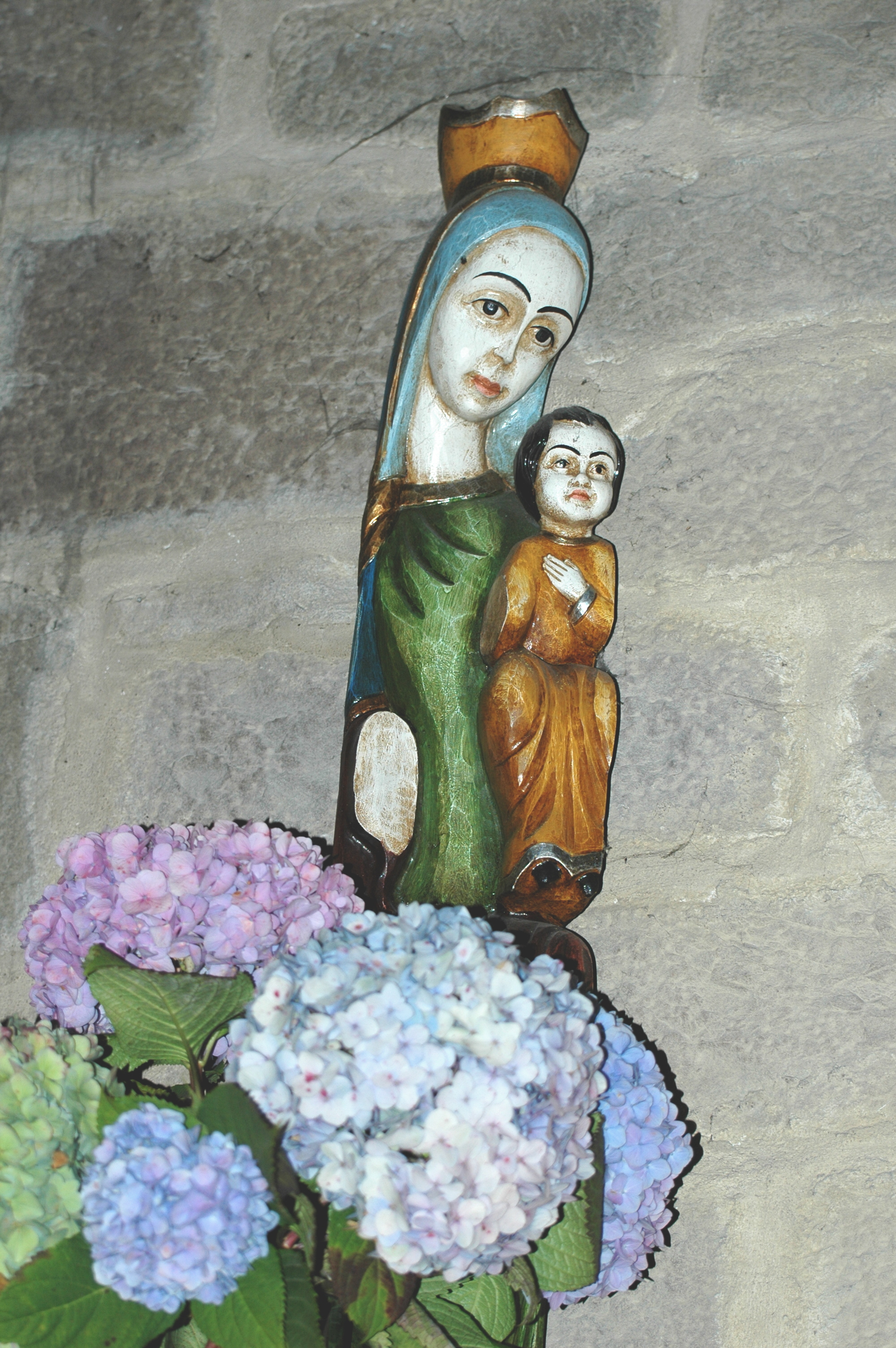
Statue de la Vierge à l'Enfant.